# Le Trévoux
Le Trévoux (bretonisch An Treoù-Kerne) ist eine französische Gemeinde im Département Finistère mit 1611 Einwohnern (Stand 1. Januar 2022).

## Lage
Der Ort liegt im Südwesten der Bretagne etwa zwölf Kilometer nördlich der Atlantikküste. Nur wenige Kilometer entfernt befinden sich die touristisch bedeutenden Orte Concarneau und Pont-Aven. 
Lorient liegt 25 Kilometer südöstlich, Quimper 35 Kilometer nordwestlich, Brest 78 Kilometer nordwestlich und Paris etwa 450 Kilometer ostnordöstlich (Angaben leicht gerundet in Luftlinie).

## Verkehr
Bei Bannalec und Quimperlé gibt es Abfahrten an der autobahnähnlich ausgebauten Schnellstraße E 60 (Nantes-Brest) und Regionalbahnhöfe an der überwiegend parallel verlaufenden Bahnlinie. 
Bei Lorient und Brest befinden sich Regionalflughäfen.

## Bevölkerungsentwicklung
| Jahr                       | 1962 | 1968 | 1975 | 1982 | 1990 | 1999 | 2009 | 2017 |
| Einwohner                  | 1106 | 1023 | 879  | 925  | 983  | 1138 | 1482 | 1606 |
| Quellen: Cassini und INSEE |      |      |      |      |      |      |      |      |

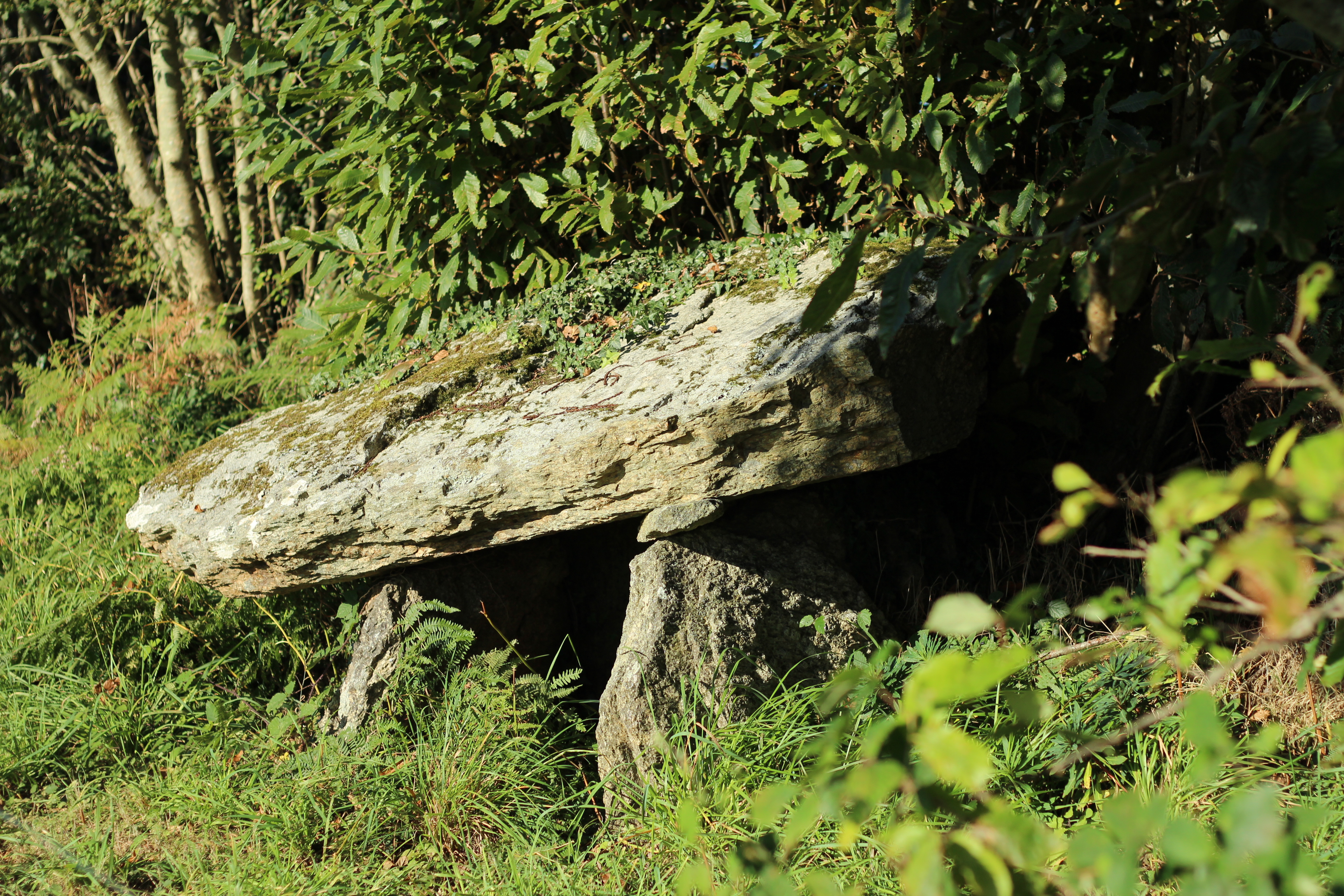
Dolmen von Goalichot

Im Ort liegt der seit 1974 als Monument historique eingestufte Dolmen von Benon Parc Goalichot. 
Der Statuenmenhir von Laniscar wurde 1970/71 in Le Trévoux entdeckt und befindet sich im Museum für Vorgeschichte des Finistère in Penmarc’h.

## Sehenswürdigkeiten
Siehe: Liste der Monuments historiques in Le Trévoux

## Besonderheiten
Das Mauerwerk der Kapellenruine St-Herbot wurde nach Treffiagat transloziert und dort in der Kirche Notre-Dame-des-Flots neu verbaut.